# Easton (Texas)
Easton è un centro abitato degli Stati Uniti d'America situato nella contea di Gregg e nella contea di Rusk dello Stato del Texas.
La popolazione era di 510 persone al censimento del 2010.

## Geografia fisica
Easton è situata a 32°23′13″N 94°35′08″W (32.386874, -94.585589), soprattutto nella contea di Gregg.
Secondo lo United States Census Bureau, ha un'area totale di 2,5 miglia quadrate (6.4 km²).

## Società

### Evoluzione demografica
Secondo il censimento del 2000, c'erano 524 persone, 178 nuclei familiari e 139 famiglie residenti nella città. La densità di popolazione era di 210,4 persone per miglio quadrato (81,3/km²). C'erano 191 unità abitative a una densità media di 76,7 per miglio quadrato (29,6/km²). La composizione etnica della città era formata dal 22,90% di bianchi, il 66,98% di afroamericani, il 9,16% di altre razze, e lo 0,95% di due o più etnie. Ispanici o latinos di qualunque razza erano il 15,65% della popolazione.
C'erano 178 nuclei familiari di cui il 41,6% aveva figli di età inferiore ai 18 anni, il 56,7% erano coppie sposate conviventi, il 14,0% aveva un capofamiglia femmina senza marito, e il 21,9% erano non-famiglie. Il 21,3% di tutti i nuclei familiari erano individuali e il 5,6% aveva componenti con un'età di 65 anni o più che vivevano da soli. Il numero di componenti medio di un nucleo familiare era di 2,94 e quello di una famiglia era di 3,39.
La popolazione era composta dal 32,6% di persone sotto i 18 anni, l'11,1% di persone dai 18 ai 24 anni, il 29,6% di persone dai 25 ai 44 anni, il 19,3% di persone dai 45 ai 64 anni, e il 7,4% di persone di 65 anni o più. L'età media era di 31 anni. Per ogni 100 femmine c'erano 96,3 maschi. Per ogni 100 femmine dai 18 anni in giù, c'erano 97,2 maschi.
Il reddito medio di un nucleo familiare era di 28.250 dollari, e quello di una famiglia era di 29.545 dollari. I maschi avevano un reddito medio di 30.865 dollari contro i 19.231 dollari delle femmine. Il reddito pro capite era di 10.178 dollari. Circa il 15,4% delle famiglie e il 19,3% della popolazione erano sotto la soglia di povertà, incluso il 18,8% di persone sotto i 18 anni e il 35,1% di persone di 65 anni o più.